# ای‌اوآر
ای‌اوآر (انگلیسی: AOR) شرکت الکترونیک ژاپنی است، که در سال ۱۹۷۷ تأسیس شد.